# Милославский, Леонид Михайлович
Леони́д Миха́йлович Милосла́вский (род. 14 июля 1963) — российский журналист и медиаменеджер. Генеральный директор и бывший акционер издательского дома «Коммерсантъ» (1996—2001).

## Биография
Окончил мореходное училище и факультет журналистики МГУ.
Начал трудовую карьеру в газете «Гудок», представившись Александру Кабакову рабочим станции Москва-Сортировочная.
Работал в газетах «Неделя», «Московские новости», «Собеседник». С 1989 года работал в «Коммерсанте».
В 1996 году накануне президентских выборов был главным редактором газеты «Не дай Бог!», печатавшей негативные материалы в адрес Геннадия Зюганова — главного соперника действующего президента Бориса Ельцина.
С августа 1996 года по март 1999 года — генеральный директор «Коммерсанта».
Создал отдел спецкоров, в котором работали Наталия Геворкян, Александр Кабаков, Игорь Свинаренко, Глеб Пьяных, Валерий Панюшкин, Андрей Колесников.
На должность руководителя отдела Л. М. Милославский вместе с С. А. Мостовщиковым уговорили выйти В. Д. Дранникова, который ушёл из журналистики 19 лет назад.
В марте 1999 года был уволен с должности генерального директора из-за скандала, связанного с публикацией «15 000 000 000 долларов потеряла Россия благодаря Примакову». Публикация появилась после отмены визита премьер-министра России Евгения Примакова в США в связи с началом бомбардировок НАТО Югославии. Статья вышла без ведома главного редактора газеты «Коммерсантъ» Рафа Шакирова, который принёс извинения Примакову. Милославский уволил Шакирова из «Коммерсанта». Однако владелец и президент издательского дома Владимир Яковлев восстановил Шакирова на работе, повысив его до вице-президента. Одновременно был уволен сам Милославский.
В августе 1999 года издательский дом «Коммерсантъ» перешёл под контроль Бориса Березовского. В том же месяце Милославский был вновь назначен гендиректором издательского дома. Ушёл со своего поста в декабре 2001 года.
Входил в состав жюри II конкурса «Новая детская книга-2011», как создатель детской социальной сети boodoo.ru

## Награды
- Благодарность Президента Российской Федерации (25 июля 1996 года) — за активное участие в организации и проведении выборной кампании Президента Российской Федерации в 1996 году[5].